# Lista de deputados estaduais do Rio de Janeiro da 8.ª legislatura
Esta é uma lista dos deputados estaduais eleitos para a legislatura 2003-2007 da Assembleia Legislativa do Estado do Rio de Janeiro.

## Composição das bancadas
| Partido | Líder                      | Bancada | Posição      |
| ------- | -------------------------- | ------- | ------------ |
| PSB     | Samuel Malafaia            | 12 / 70 | Governo      |
| PMDB    | Altineu Côrtes             | 12 / 70 | Governo      |
| PT      | Alessandro Molon           | 8 / 70  | Oposição     |
| PPB     | Aparecida Panisset         | 6 / 70  | Governo      |
| PFL     | Eider Dantas               | 4 / 70  | Oposição     |
| PSDB    | Luiz Paulo Corrêa da Rocha | 4 / 70  | Oposição     |
| PL      | Bispo Geraldo Caetano      | 4 / 70  | Oposição     |
| PDT     | Paulo Ramos                | 4 / 70  | Oposição     |
| PV      | André Corrêa               | 3 / 70  | Oposição     |
| PSC     | Uzias Mocotó               | 3 / 70  | Governo      |
| PTdoB   | Bispo Jodenir Soares       | 3 / 70  | Independente |
| PSL     | Valdeci Paiva de Jesus     | 2 / 70  | Oposição     |
| PRONA   | Acarisi Ribeiro            | 2 / 70  | Governo      |
| PCdoB   | Edmilson Valentim          | 1 / 70  | Oposição     |
| PTB     | José Nader Júnior          | 1 / 70  | Oposição     |
| PPS     | Comte Bittencourt          | 1 / 70  | Independente |

## Deputados estaduais
| Número | Deputados estaduais eleitos   | Partido | Votação | Percentual | Cidade onde nasceu      | Unidade federativa  |
| 13170  | Carlos Minc                   | PT      | 119.863 | 1,48%      | Rio de Janeiro          | Rio de Janeiro      |
| 25123  | Eider Dantas                  | PFL     | 104.072 | 1,28%      | Natal                   | Rio Grande do Norte |
| 15288  | Paulo Melo                    | PMDB    | 81.810  | 1,01%      | Saquarema               | Rio de Janeiro      |
| 15505  | Pedro Augusto                 | PMDB    | 77.517  | 0,95%      | Ribeirão Preto          | São Paulo           |
| 15101  | Domingos Brazão               | PMDB    | 68.300  | 0,84%      | Rio de Janeiro          | Rio de Janeiro      |
| 45678  | Otavio Leite                  | PSDB    | 66.178  | 0,81%      | Aracaju                 | Ceará               |
| 45620  | Luiz Paulo Corrêa da Rocha    | PSDB    | 65.196  | 0,80%      | Rio de Janeiro          | Rio de Janeiro      |
| 15136  | Washington Reis               | PMDB    | 64.788  | 0,80%      | Duque de Caxias         | Rio de Janeiro      |
| 45345  | Glauco Mussi Lopes            | PSDB    | 60.049  | 0,74%      | Macaé                   | Rio de Janeiro      |
| 40070  | Samuel Malafaia               | PSB     | 59.054  | 0,73%      | Rio de Janeiro          | Rio de Janeiro      |
| 15369  | Altineu Côrtes                | PMDB    | 59.041  | 0,73%      | Niterói                 | Rio de Janeiro      |
| 43123  | André Corrêa                  | PV      | 56.866  | 0,70%      | Rio de Janeiro          | Rio de Janeiro      |
| 15123  | Eliana Ribeiro                | PMDB    | 56.683  | 0,70%      | Vitória                 | Espírito Santo      |
| 45205  | Andreia Zito                  | PSDB    | 56.531  | 0,69%      | Duque de Caxias         | Rio de Janeiro      |
| 40345  | Chiquinho da Mangueira        | PSB     | 55.785  | 0,68%      | Rio de Janeiro          | Rio de Janeiro      |
| 15615  | Jorge Moreira Theodoro (Dicá) | PMDB    | 53.293  | 0,65%      | Duque de Caxias         | Rio de Janeiro      |
| 15210  | Roberto Dinamite              | PMDB    | 53.172  | 0,65%      | Duque de Caxias         | Rio de Janeiro      |
| 15106  | Albano Reis                   | PMDB    | 52.393  | 0,64%      | Rio de Janeiro          | Rio de Janeiro      |
| 13010  | Alessandro Molon              | PT      | 52.049  | 0,64%      | Belo Horizonte          | Minas Gerais        |
| 65123  | Edmilson Valentim             | PCdoB   | 50.538  | 0,62%      | Rio de Janeiro          | Rio de Janeiro      |
| 11617  | Aparecida Panisset            | PPB     | 50.338  | 0,62%      | Rio de Janeiro          | Rio de Janeiro      |
| 11456  | Georgette Vidor               | PPB     | 50.013  | 0,61%      | Rio de Janeiro          | Rio de Janeiro      |
| 13455  | Gilberto Palmares             | PT      | 49.070  | 0,60%      | Apiacá                  | Espírito Santo      |
| 11200  | Fábio Silva                   | PPB     | 48.993  | 0,60%      | Rio de Janeiro          | Rio de Janeiro      |
| 40777  | Armando José Ferreira         | PSB     | 48.104  | 0,59%      |                         |                     |
| 13123  | Paulo Pinheiro                | PT      | 48.097  | 0,59%      | Rio de Janeiro          | Rio de Janeiro      |
| 40188  | Edson Albertassi              | PSB     | 47.648  | 0,58%      | Castelo                 | Espírito Santo      |
| 25625  | Pedro Fernandes               | PFL     | 47.639  | 0,58%      | Parelhas                | Rio Grande do Norte |
| 15159  | Jorge Picciani                | PMDB    | 46.385  | 0,57%      | Rio de Janeiro          | Rio de Janeiro      |
| 22222  | Bispo Geraldo Caetano         | PL      | 46.162  | 0,57%      |                         |                     |
| 20230  | Uzias Mocotó                  | PSC     | 45.262  | 0,55%      | Carangola               | Minas Gerais        |
| 25093  | Alberto Brizola               | PFL     | 45.255  | 0,55%      | Triunfo                 | Rio Grande do Sul   |
| 40145  | Márcio Corrêa                 | PSB     | 44.121  | 0,54%      |                         |                     |
| 40300  | José Távora                   | PSB     | 43.762  | 0,54%      |                         |                     |
| 11198  | Ricardo Abrão                 | PPB     | 43.328  | 0,53%      |                         |                     |
| 17123  | Valdeci Paiva de Jesus        | PSL     | 42.797  | 0,52%      | Sobral                  | Ceará               |
| 70222  | Bispo Jodenir Soares          | PTdoB   | 42.202  | 0,52%      |                         |                     |
| 15333  | Pastora Edna Oliveira         | PMDB    | 42.066  | 0,52%      |                         |                     |
| 70633  | Graça Pereira                 | PTdoB   | 41.325  | 0,51%      | Duque de Caxias         | Rio de Janeiro      |
| 40190  | Nelson Gonçalves              | PSB     | 41.010  | 0,50%      | Niterói                 | Rio de Janeiro      |
| 40122  | Graça Matos                   | PSB     | 40.878  | 0,50%      | Mimoso do Sul           | Espírito Santo      |
| 40239  | Geraldo Moreira               | PSB     | 40.543  | 0,50%      | São Francisco do Glória | Minas Gerais        |
| 25640  | Pastor Ely Patrício           | PFL     | 40.258  | 0,49%      |                         |                     |
| 12212  | Cidinha Campos                | PDT     | 39.554  | 0,48%      | São Paulo               | São Paulo           |
| 13313  | Cida Diogo                    | PT      | 38.181  | 0,47%      | Volta Redonda           | Rio de Janeiro      |
| 40963  | Nelson Mello do Posto         | PSB     | 37.232  | 0,46%      |                         |                     |
| 40654  | Gilberto Silva                | PSB     | 37.187  | 0,46%      |                         |                     |
| 13663  | Jurema Batista                | PT      | 35.986  | 0,44%      |                         |                     |
| 12696  | Bispo Léo Vivas               | PDT     | 35.809  | 0,44%      |                         |                     |
| 40120  | Maria Aparecida Gama          | PSB     | 35.797  | 0,44%      |                         |                     |
| 14123  | José Nader Jr                 | PTB     | 35.781  | 0,44%      | Bananal                 | São Paulo           |
| 15215  | Leandro Sampaio               | PMDB    | 35.627  | 0,44%      | Petrópolis              | Rio de Janeiro      |
| 22111  | Aurélio Marques               | PL      | 33.301  | 0,41%      |                         |                     |
| 13633  | Inês Pandeló                  | PT      | 32.673  | 0,40%      | Cataguases              | Minas Gerais        |
| 20145  | Marco Figueiredo              | PSC     | 31.448  | 0,38%      | Rio de Janeiro          | Rio de Janeiro      |
| 11120  | Flávio Bolsonaro              | PPB     | 31.293  | 0,38%      | Resende                 | Rio de Janeiro      |
| 13118  | Heloneida Studart             | PT      | 31.039  | 0,38%      | Fortaleza               | Ceará               |
| 11222  | Núbia Cozzolino               | PPB     | 30.863  | 0,38%      | Magé                    | Rio de Janeiro      |
| 22651  | Rogério do Salão              | PL      | 29.728  | 0,36%      | Rio de Janeiro          | Rio de Janeiro      |
| 56123  | Acarisi Ribeiro               | PRONA   | 29.416  | 0,36%      |                         |                     |
| 23601  | Comte Bittencourt             | PPS     | 29.111  | 0,36%      | Rio de Janeiro          | Rio de Janeiro      |
| 12345  | Paulo Ramos                   | PDT     | 28.770  | 0,35%      | Rio de Janeiro          | Rio de Janeiro      |
| 12000  | Sérgio Soares                 | PDT     | 27.902  | 0,34%      |                         |                     |
| 43043  | André Lazaroni                | PV      | 27.841  | 0,34%      | Duque de Caxias         | Rio de Janeiro      |
| 43333  | Alessandro Calazans           | PV      | 27.724  | 0,34%      | Nilópolis               | Rio de Janeiro      |
| 22025  | Waldeth Rinaldi do INPS       | PL      | 27.077  | 0,33%      |                         |                     |
| 17852  | Coronel Geraldo Rodrigues     | PSL     | 24.562  | 0,30%      |                         |                     |
| 56321  | Édino Fonseca                 | PRONA   | 24.386  | 0,30%      | Rio Bonito              | Rio de Janeiro      |
| 20126  | Coronel Jairo Santos          | PSC     | 20.286  | 0,25%      | Rio de Janeiro          | Rio de Janeiro      |
| 70567  | Antônio Pedregal              | PTdoB   | 19.045  | 0,23%      | Rio de Janeiro          | Rio de Janeiro      |